# Gmina Essunga
Gmina Essunga (szw. Essunga kommun) – gmina w Szwecji, w regionie Västra Götaland, z siedzibą w Nossebro.
Pod względem zaludnienia Essunga jest 271. gminą w Szwecji. Zamieszkuje ją 5750 osób, z czego 49,57% to kobiety (2850) i 50,43% to mężczyźni (2900). W gminie zameldowanych jest 128 cudzoziemców. Na każdy kilometr kwadratowy przypada 24,37 mieszkańca. Pod względem wielkości gmina zajmuje 239. miejsce.